# Anita Blaze
Anita Blaze (n. 29 octombrie 1991, Les Abymes, Guadeloupe, Franța) este o scrimeră franceză specializată pe floretă, vicecampioană mondială pe echipe în 2013 și dublă vicecampioană europeană pe echipe în 2013 și în 2014.

## Biografie
Născut[ în 1991 în Abime (arondismentul Pointe-à-Pitre, departamentul Guadeloupe).
A participat ca rezervă la proba pe echipe la Jocurile Olimpice de vară din 2012 de la Londra. Echipa Franței a fost învinsă de Italia în semifinală, apoi a pierdut cu Coreea de Sud în „finala mică”, și a rămas fără medalie. Blaze a tras doar la finala pentru medalia de bronz, pierzând 5-3 cu Nam Hyun-hee și 6-2 cu Jung Gil-ok.

## Legături externe
- Prezentare Arhivat în 5 decembrie 2014, la Wayback Machine. la Confederația Europeană de Scrimă
- en Anita Blaze la Olympedia.org